# Kalenik Abuładze
Kalenik Abuładze (ros. Каленик Сардионович Абуладзе, Kalenik Sardionowicz Abuładze; ur. 1897, zm. 1972) – radziecki fizjolog.

## Życiorys
W 1925 ukończył Wojskową Akademię Medyczną im. S.M. Kirowa, w latach 1925–1932 był lekarzem wojskowym. Od 1932 współpracował z oddziałem fizjologii Instytutu Medycyny Eksperymentalnej w Leningradzie, był uczniem Iwana Pawłowa. 
Uczestniczył w II wojnie światowej.
Od 1952 był członkiem korespondencyjnym Akademii Nauk Medycznych ZSRR. Publikował prace z dziedziny fizjologii wyższych czynności nerwowych .